# Ted (traitement de texte)
Ted est un logiciel libre de traitement de texte léger et gratuit pour le système X Window fonctionnant sous Linux et d'autres systèmes de type Unix. Développé principalement par Mark de Does, il est sous licence publique générale GNU (GPL-2.0 uniquement) et a été traduit en plusieurs langues.
Du fait de sa petite taille, il s'agit d'un logiciel complet et rapide, idéal pour les ordinateurs plus anciens et les systèmes embarqués.
Il enregistre les fichiers dans un format de texte enrichi (RTF) compatible avec Microsoft Word et prend en charge les en-têtes, les pieds de page, les tableaux, différentes polices, l'alignement du texte et d'autres fonctionnalités courantes dans les traitements de texte. Le correcteur orthographique intégré n'est pas automatique, de sorte que les mots incorrects ne sont pas mis en évidence lors de la saisie.
Jusqu'à la version 2.17, Ted utilisait la boîte à outils Motif exclusivement pour le rendu des widgets, LessTif fonctionnant également. La version actuelle (2.23) utilise la boîte à outils GTK+ par défaut. Il peut toujours être compilé avec Motif ou LessTif.
Le paquet Ted a été inclus dans Debian ("etch"), dans Ubuntu jusqu'à Hardy Heron,, et Gentoo Linux, et est disponible sur la page d'accueil officielle dans différents formats de paquet.